# Colchicum × byzantinum
Colchicum × byzantinum és un híbrid artificial del gènere Colchicum, una planta de la família de les colquicàcies (Colchicaceae).
L'epítet d'aquest híbrid, byzantinum fa referència a Byzantium, la localitat d'Istanbul. És una planta verinosa per als humans encara que principalment afecta els ramats que se la mengin quan pasturen. Colchicum × byzantinum en estat silvestre s'estén per la part montana de la regió mediterrània però també és present a la Gran Bretanya. A Catalunya prolifera entre la muntanya mitjana i l'alta muntanya en zones humides i subhumides, és típica dels prats.
És una planta bulbosa, robusta, que floreix a la tardor. Posseeix fins a vint flors grans en forma d'embut i de color rosat - porpre pàl·lid, de 10 a 15 cm de longitud. A la primavera, produeix fulles basals, molt amples i semierguides, de marges molt longitudinals.
La planta creix a partir d'una estructura bulbosa anomenada corm des d'on surten unes fulles obtuses de 60 cm de llarg per 5 cm d'ample que són de color verd fosc. Les flors són de color rosa o lila apareixen solitàries o en grups i presenten sis tèpals soldats en forma de tub. El fruit és en forma de càpsula.
S'utilitza com a planta medicinal (el corm i els fruits capsulars), sota control mèdic, per raó dels seus components principals la colquicina (contra la gota i els efectes de l'esclerosi múltiple) i el colquicòsid (com a relaxant muscular en les contractures musculars). També s'utilitza en millora genètica per la propietat d'induir al poliploidisme.En haver una gran demanda dels components de la planta per la indústria farmacèutica, fornida fins ara de la recol·lecció de plantes silvestres, s'intenta el conreu del còlquic que presenta grans dificultats. Hi ha grans dificultats en la reproducció vegetativa i a més la germinació de les càpsules és pràcticament nul·la.